# Phaeocollybia spoliata
Phaeocollybia spoliata är en svampart som beskrevs av E. Horak 1974. Phaeocollybia spoliata ingår i släktet Phaeocollybia och familjen spindlingar.   Inga underarter finns listade i Catalogue of Life.